# Francisco Seitz
Francisco Seitz (1831 - 1909) fue un botánico checo.

## Biografía
Provenía de una familia de nobles, y su tío Ludwig Seitz (1792-1866) también fue un botánico. Se graduó en el "Instituto Politécnico de Praga"
Fue un permanente impulsor del Jardín Botánico de Praga, y recolector infatigable de flora de Europa. Sus especímenes de cactáceas, crecían en importantes invernáculos que mandó construir. Publica en 1870 Catalogus cactearum culturum, con más de 800 taxones de cactos.
Se casó con Terezií Grandovou y tuvo seis hijos. Enviuda y se casa con Vilemínou Ottovou.
Seitz tuvo correspondencia con muchos expertos de todo el mundo. También escribió artículos en revistas extranjeras
- La abreviatura «F.Seitz» se emplea para indicar a Francisco Seitz como autoridad en la descripción y clasificación científica de los vegetales.[1]